# Tadeusz Gabrych
Tadeusz Gabrych (ur. 27 kwietnia 1921 w Łodzi, zm. 21 lipca 1998) – polski kolarz szosowy i torowy, mistrz i reprezentant Polski.

## Kariera sportowa
Był zawodnikiem Łódzkiego Towarzystwa Cyklistów, a po II wojnie światowej KKCiM (1946), DKS Łódź (1948) i od 1949 ŁKS Łódź.
W 1946 został pierwszym powojennym górskim mistrzem Polski. Na szosie został także mistrzem Polski w drużynowym wyścigu szosowym w 1952, wicemistrzem w tej konkurencji w 1950, 1951 i 1954, brązowym medalistą w tej konkurencji w 1949, a także brązowym medalistą MP w szosowym wyścigu indywidualnym ze startu wspólnego w 1946.
Na torze trzykrotnie zdobył mistrzostwo Polski: w 1949 i 1950 w wyścigu drużynowym na 4000 m na dochodzenie i w 1949 w długodystansowym wyścigu torowym. Ponadto w tej ostatniej konkurencji zdobył także wicemistrzostwo Polski w 1946 i brązowy medal MP w 1950.
Dwukrotnie startował w Wyścigu Pokoju. W 1948 nie ukończył tego wyścigu, w 1950 zajął 18. miejsce. Ponadto w Tour de Pologne w 1952 zajął 9. miejsce w klasyfikacji końcowej.
Na początku 1952 otrzymał tytuł mistrza sportu.
Po zakończeniu kariery zawodniczej był trenerem w klubach łódzkich.